# Ricardo González
Ricardo Alonso González, Pancho González, także Gonzales (ur. 9 maja 1928 w Los Angeles, zm. 3 lipca 1995 w Las Vegas) – amerykański tenisista, uważany za jednego z najwybitniejszych zawodników w historii tenisa.

## Kariera tenisowa
González był najstarszym z siedmiorga dzieci Manuela Antonio i Carmen Alire, emigrantów meksykańskich, którzy przybyli do USA na początku XX wieku. Był tenisowym samoukiem – drogę do treningów i gry w klubie zamknęło mu latynoskie pochodzenie, odmówiono mu m.in. prawa udziału w turnieju juniorskim w południowej Kalifornii. Po trudnym dzieciństwie, w którym nie zabrakło konfliktów z prawem, González zaciągnął się do marynarki wojennej w wieku 16 lat i służył wojskowo przez dwa lata. Po opuszczeniu armii w 1946 skoncentrował się na tenisie i wkrótce osiągnął znaczące rezultaty.
W 1948 debiutował w wielkoszlemowych mistrzostwach USA. Figurował wówczas w rankingu amerykańskim na pozycji nr 17 i został rozstawiony z nr 8, nie był zatem zaliczany do głównych faworytów. Niespodziewanie jednak, dzięki znakomicie realizowanej taktyce „serwis-wolej”, awansował aż do finału. W decydującym meczu pokonał w trzech setach reprezentanta Afryki Południowej Erica Sturgessa 6:2, 6:3, 14:12. Zwycięstwo to dało mu awans na pozycję lidera rankingu amerykańskiego, a w klasyfikacji światowej – na 3. miejsce. Tytuł w mistrzostwach USA obronił rok później, pokonując w finale najwyżej rozstawionego Teda Schroedera. Mecz finałowy miał dramatyczny przebieg – pierwsze dwa sety padły łupem Schroedera (16:14, 6:2), ale później role się odwróciły (kolejne sety dla Gonzáleza 6:1, 6:2, 6:4). W pozostałych imprezach wielkoszlemowych Amerykanin odniósł zwycięstwa jedynie w deblu, wygrywając w 1949 i Wimbledon, i mistrzostwa Francji. Na obu turniejach partnerował mu Frank Parker (zawodnik polskiego pochodzenia).
González wygrywał również mistrzostwa USA na kortach ziemnych (1948, 1949) oraz w hali (1949 w singlu i mikście, z Gertrude Moran). W 1949 przyczynił się do skutecznej obrony Pucharu Davisa przez Amerykanów, pokonując w finale Australijczyków Franka Sedgmana i Billa Sidwella. Był w tymże roku liderem rankingu światowego i rankingu amerykańskiego, w obu klasyfikacjach wyprzedzając Schroedera i Talberta. Tymi osiągnięciami zakończył karierę amatorską i przyjął propozycję Bobby’ego Riggsa przejścia na zawodowstwo.
W swoim debiucie profesjonalnym w 1949 González zmierzył się z uważanym wówczas za najlepszego gracza na świecie Jackiem Kramerem i zdecydowanie przegrał serię pojedynków (27 zwycięstw, 96 porażek). W kolejnych latach występował przede wszystkim w turniejach zawodowych – wygrał m.in. halowe mistrzostwa świata w 1951 (z Kramerem) oraz turnieje w Filadelfii (1952) i Wembley (1950-1952). W 1951 po raz pierwszy był w finale US Pro Championships, rozpoczynając serię dziewięciu z rzędu występów finałowych w tej imprezie (dwa pierwsze finały przegrał z Ekwadorczykiem Pancho Segurą, odniósł następnie siedem zwycięstw). Widząc poważne zagrożenie dla swojej pozycji lidera Jack Kramer starał się trzymać Gonzáleza z dala od tzw. tourów, tj. serii pojedynków między zawodowcami. Dopiero kontuzja pleców, która wykluczyła Kramera z już zaplanowanego touru w 1953 przeciwko Segurze i Australijczykom Sedgmanowi i McGregorowi, umożliwiła udział w tych rozgrywkach Gonzálezowi. Przejął on z powodzeniem rolę lidera, pokonując wszystkich rywali, a także kolejnego Australijczyka Pailsa.
W latach 50. González pozostawał dominującym profesjonalnym tenisistą na świecie, w kolejnych tourach pokonując wielu wybitnych graczy (zwycięzców turniejów wielkoszlemowych), którzy podpisali kontrakty zawodowe. W 1954 ponownie wygrał serię spotkań z Sedgmanem i Segurą, następnie pokonywał Traberta, Rosewalla, Andersona, Coopera, Olmedo, Buchholza, Gimeno, McKaya. Za najgroźniejszego rywala Amerykanina w tym okresie można uznać Lew Hoada, który dołączył do grona tenisistów profesjonalnych w 1957 jako czterokrotny triumfator imprez wielkoszlemowych (dwukrotny mistrz Wimbledonu). W tourze rozgrywanym na przełomie 1957 i 1958 Hoad wygrał 18 meczów z pierwszych 27, ale łącznie triumfował González, który – wzorem Billa Tildena na początku lat 20. – wzmocnił na treningach swój bekhend i ostatecznie wygrał 51 pojedynków (Hoad wygrał 36). Jednocześnie González regularnie uczestniczył w turniejach zawodowców i ustanowił rekord ośmiu zwycięstw w US Pro Championships, gdzie pozostawał niepokonany w latach 1953–1959 (kolejno zwycięstwa nad Budge’m, Sedgmanem, trzykrotnie Segurą, dwukrotnie Hoadem), a ósmy tytuł zdobył w 1961 (w finale z Sedgmanem). Był ponadto w finale tego turnieju w 1964 (przegrał z Rodem Laverem). Wygrał cztery razy turniej Wembley Championship (1950, 1951, 1952, 1956), trzy razy przegrywał w finale zawodowych mistrzostwa Francji (1953, 1956, 1961). Zwycięstwa odnosił również m.in. w halowych zawodowych mistrzostwach USA w White Plains (Nowy Jork) oraz zawodowych mistrzostwach USA w deblu.
W czasie kariery zawodowej González pozostawał regularnie główną atrakcją tourów, nad którymi opiekę promotorską sprawował Jack Kramer, ale obaj Amerykanie pozostawali w stałym konflikcie, którego źródła leżały w ich pierwszej serii pojedynków, zdecydowanie wygranej przez Kramera. Już jako promotor Kramer podpisywał względnie niskie kontrakty z Gonzálezem, jego rywali motywując do walki znacznie wyższymi kwotami (np. w 1955 González otrzymał 15 tysięcy dolarów, a jego przeciwnik Tony Trabert, który dopiero co przeszedł na zawodowstwo – 80 tysięcy; należy jednak dodać, że Trabert podpisywał kontakt zawodowy opromieniony zdobyciem w 1955 trzech tytułów wielkoszlemowych). Atmosfera walki, jaką wprowadził Kramer do rywalizacji w kolejnych tourach, sprawiła, że González – jako cel do pokonania – stał się samotnikiem i unikał kontaktów z rywalami poza kortem.
Od połowy lat 60. González znacznie ograniczył starty, ale powrócił aktywnie do tenisa w erze „open” w 1968, mimo ukończonych 40 lat. O sile jego gry w tym czasie może świadczyć fakt, że na mistrzostwach Francji w 1968 pokonał w ćwierćfinale obrońcę tytułu Roya Emersona (młodszego o osiem lat), który jako amator wygrał dwanaście turniejów wielkoszlemowych. W półfinale French Open Amerykanin odpadł z Laverem, mniej udanie wystąpił na Wimbledonie (III runda), a na US Open doszedł do ćwierćfinału, eliminując m.in. rozstawionego z „dwójką” Tony’ego Roche’a (przegrał z Okkerem). Z kolei w 1969 zapisał się w kronikach Wimbledonu rekordowym meczem przeciwko Charlie Pasarellowi, pokonując młodszego o szesnaście lat przeciwnika 22:24, 1:6, 16:14, 6:3, 11:9. Mecz rozgrywano dwa dni (przerywany był ciemnościami), González w piątym secie obronił siedem piłek meczowych, dwukrotnie broniąc swój serwis ze stanu 0:40. Ostatecznie weteran wygrał po 5 godzinach i 12 minutach, co stanowiło wielkoszlemowy rekord długości meczu do 1992 (5 godzin i 26 minut grali w US Open Michael Chang i Stefan Edberg). Swój start wimbledoński w 1969 González zakończył na IV rundzie, pokonany przez Arthura Ashe’a.
Mimo ukończonych 40 lat Amerykanin wciąż pozostawał groźny dla najlepszych. W 1969 wygrał wysoko premiowany turniej zawodowy w Las Vegas (pokonując Newcombe’a, Rosewalla, Smitha i Ashe’a), a w 1970 na rozpoczęcie serii pojedynków czołowych graczy w nowojorskiej Madison Square Garden pokonał w pięciu setach Roda Lavera, który rok wcześniej wygrał wszystkie cztery turnieje wielkoszlemowe. Ostatni turniej González wygrał w 1972, trzy miesiące przed ukończeniem 44 lat, pokonując w finale w Des Moines (Iowa) Georges’a Govena. U schyłku kariery Amerykanin powrócił do czołowej dziesiątki rankingu światowego – w 1969 zajmował 6. miejsce. W 1973 rozpoczął starty w gronie weteranów, gdzie jego zarobki zawodowe przekroczyły milion dolarów. Był również trenerem tenisowym w Las Vegas.
Pancho González był sześciokrotnie żonaty (w tym dwukrotnie z aktorką Madelyn Darrow). Ostatnią jego żoną była Rita Agassi, siostra tenisisty Andre. González zmarł po chorobie nowotworowej w lipcu 1995, dokładnie rok po swoim dawnym rywalu Lew Hoadzie. Za pogrzeb zrujnowanego finansowo tenisisty zapłacił szwagier Agassi.
González był mistrzem stylu „serwis-wolej”, dysponował mocnym podaniem, ale dobrze radził sobie także w defensywie. Słynął z przygotowania kondycyjnego oraz dobrej taktyki. Bez wątpienia dominujący zawodnik w latach 50. (co regularnie potwierdzał zwycięstwami nad amatorskimi mistrzami po ich przejściu na zawodowstwo), zaliczany jest do najwybitniejszych postaci tenisa w historii. Gene Scott, znany zawodnik, potem dziennikarz i działacz tenisowy, podjął w 1972 próbę porównania najlepszych graczy różnych epok i w fikcyjnym turnieju wskazał właśnie Gonzáleza jako zwycięzcę – w półfinale nad Billem Tildenem, w finale nad Rodem Laverem. Turniej w wyobraźni Scotta nie objął oczywiście późniejszych wybitnych mistrzów – Connorsa, McEnroe, Borga, Lendla, Samprasa czy Federera.
Amerykanin był jednym z nielicznych graczy wpisanych do Międzynarodowej Tenisowej Galerii Sławy jeszcze w czasie trwania kariery sportowej (1968).